# Араваны

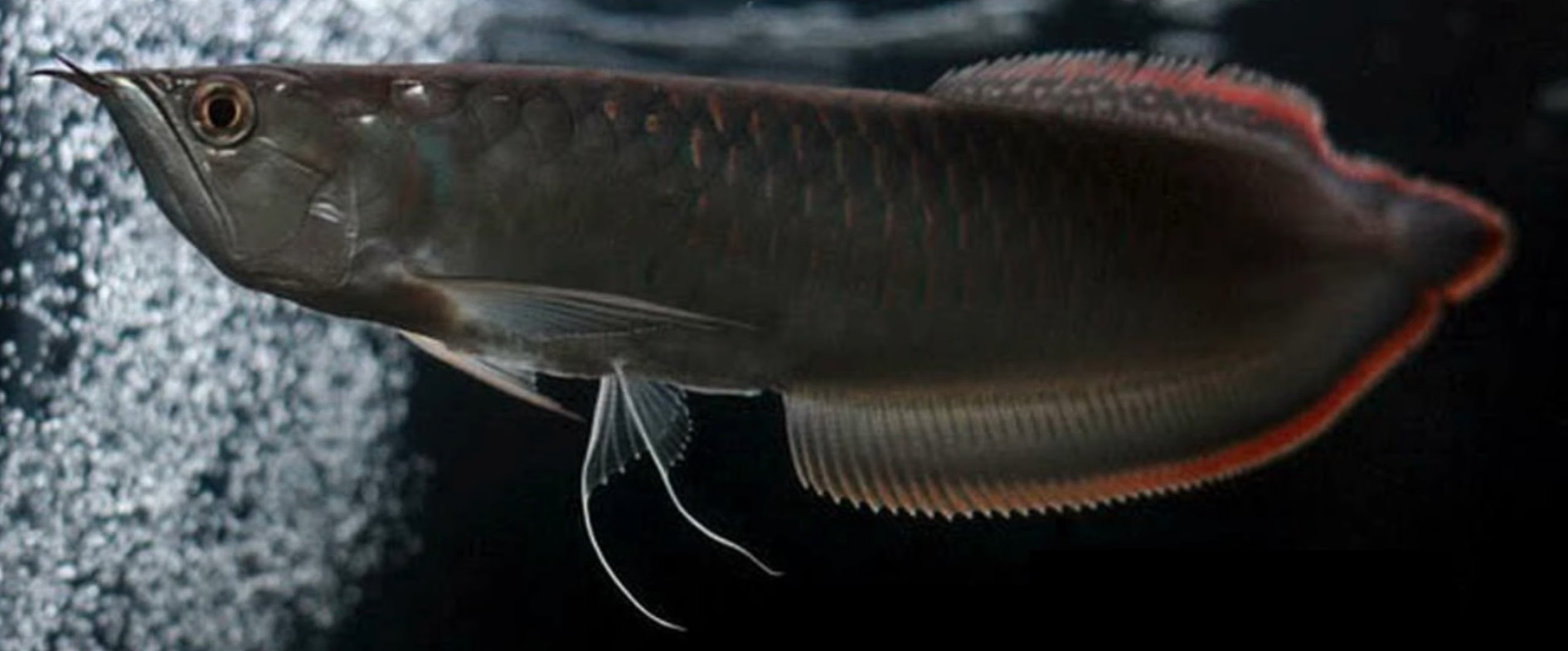
Чёрная аравана

Араваны (лат. Osteoglossum) — род тропических пресноводных рыб из семейства аравановых отряда араванообразных. Включает 2 вида.

## Описание
Длина тела до 90—100 см. Лентовидное тело очень сильно уплощено с боков, покрыто очень крупной чешуей. Спинной и анальный плавники очень длинные и узкие, почти сливаются с хвостовым плавником. Вместе с очень широким и сжатым с боков хвостовым стеблем они образуют эффективное «весло», придающее араванам мощное ускорение в момент нападения на добычу и позволяющее выпрыгивать из воды за ней на значительную высоту.

## Ареал
Обитает в Южной Америке в бассейнах рек Амазонка, Рупунуни, Ояпок, Ориноко, Риу-Негру и Эссекибо. Интродуцированы в Северной Америке, несколько раз светлых араван (Osteoglossum bicirrhosum) вылавливали в водоёмах в разных штатах США. Населяет заводи и прибрежные зоны рек и озёр с температурой воды +24…+30 °C. Во время ежегодных разливов Амазонки светлая аравана заплывает в затопленные пойменные леса. Пелагические рыбы. Способны жить в водах с низким содержанием кислорода.

## Питание
Охотятся в основном у поверхности воды. Питаются мелкой рыбой и насекомыми. Ловят летающих насекомых, выпрыгивая из воды.

## Размножение
Самка вымётывает небольшое количество икры, которую самец инкубирует во рту. Выклюнувшихся предличинок он также вынашивает во рту, пока у них не рассосётся желточный мешок и они не перейдут на внешнее питание.

## Классификация
- Osteoglossum bicirrhosum — Аравана
- Osteoglossum ferreirai — Чёрная аравана